# Episodi di R.I.S. Roma - Delitti imperfetti (terza stagione)

Logo della terza stagione

La terza e ultima stagione della serie televisiva R.I.S. Roma - Delitti imperfetti è stata trasmessa in prima visione assoluta in Italia da Canale 5 dal 3 ottobre al 28 novembre 2012.
| nº | Titolo                   | Prima TV Italia  |
| -- | ------------------------ | ---------------- |
| 1  | Il ritorno del Lupo      | 3 ottobre 2012   |
| 2  | Più spietato che mai     | 3 ottobre 2012   |
| 3  | Ciak si muore            | 10 ottobre 2012  |
| 4  | Clandestino a bordo      | 10 ottobre 2012  |
| 5  | Il caso Sasso            | 17 ottobre 2012  |
| 6  | Un pesce di nome Palla   | 17 ottobre 2012  |
| 7  | In assenza di cadavere   | 24 ottobre 2012  |
| 8  | Il proclama              | 24 ottobre 2012  |
| 9  | I palazzi del potere     | 31 ottobre 2012  |
| 10 | Tatuaggio mortale        | 31 ottobre 2012  |
| 11 | Biglietto sola andata    | 7 novembre 2012  |
| 12 | L'ultima confessione     | 7 novembre 2012  |
| 13 | Il riscatto del Capitano | 14 novembre 2012 |
| 14 | Salvate Lara             | 14 novembre 2012 |
| 15 | Identità segreta         | 21 novembre 2012 |
| 16 | L'ho scritto io          | 21 novembre 2012 |
| 17 | Il morso dello scorpione | 26 novembre 2012 |
| 18 | Topi da laboratorio      | 26 novembre 2012 |
| 19 | L'arma nel mirino        | 28 novembre 2012 |
| 20 | Fino alla fine           | 28 novembre 2012 |

## Il ritorno del Lupo
- Diretto da: Francesco Miccichè
- Scritto da:

### Trama
Il Lupo, alias il pluriomicida Mario Pugliese, fuggito dall'ospedale dove si era operato, si è fatto nuovi alleati nell'apparente tentativo di sostituire i membri della banda rinchiusi in carcere. Questi ordina agli scagnozzi di dirigersi in auto in una meta non precisata. Nel frattempo, Roberto Stincone, detto Scimmia, viene trasferito dal carcere per aver ferito un avvocato. Mario Pugliese riesce a far evadere anche Stincone speronando l'auto della polizia di scorta e uccidendo tutti gli agenti. Lucia Brancato ormai vive felicemente con il collega-fidanzato Orlando Serra, che ha intenzione di chiederle di sposarlo. Poco prima che scopra l'anello sotto la tazza del latte, Lucia viene avvertita della fuga di Stincone. La notizia arriva anche a Ghirelli (che convive con Selvaggia), ex amico di Stinco. Grazie a del polline ritrovato, i R.I.S. sopraggiungono a quello che potrebbe essere il covo della Banda: un'azienda agricola abbandonata, dove poco prima il Lupo ha fatto fuori uno dei suoi ex scagnozzi. Gli agenti arrivano troppo tardi: Lupo e Scimmia sono già fuggiti, lasciando a disposizione dei nostri solo un cadavere e un camion rosso in fiamme. I R.I.S. si convincono del fatto che Mario Pugliese non lasci le cose a metà, e che quindi voglia far evadere anche suo fratello Gerry Pugliese, alias Tigre, per il quale aveva quasi rischiato di andare in carcere, e Ninni Zanchi, alias Maiale, primo componente della banda arrestato. Infatti, in carcere, Gerry accusa Ninni di aver fatto l'errore di uccidere le sue zie senza motivo, portandolo in prigione e pian piano facendo scoprire tutti gli altri. Nel frattempo, i nostri scoprono che, tramite l'avvocato Guidi, Stinco e Pugliese hanno trovato un modo per comunicare, siccome il secondo sapeva esattamente il giorno e l'ora del trasferimento dal carcere. Incoraggiato da Ghiro, Orlando decide di buttarsi e dare l'anello a Lucia. Ma la donna, scossa dalla fuga di Stinco e dalla ricostruzione della banda, chiede del tempo a Serra, che capisce come si sente Lucia e accetta la risposta. Bianca riceve delle rose rosse da un ammiratore segreto, che altri non è che Milo: i due infatti continuano la loro relazione clandestina all'insaputa dei colleghi dei R.I.S. e di Giada. Intanto Giordana Ravelli, alias Coniglio, in carcere è terrorizzata per quello che il Lupo potrebbe farle. È stata lei, infatti, ad aiutare la polizia a catturarli, una volta pentita. Eleonora, la sorella di Giordana, nonché fidanzata di Bart, lo supplica di prendersene cura. L'avvocato Guidi chiede alla giovane e bella avvocatessa Anita Cescon di diventare l'avvocato personale di Giordana Ravelli. La Cescon accetta senza esitare. Intanto il Generale Abrami comunica che Gerry e Zanchi devono essere trasferiti in tribunale per la causa. Lucia sa che questa sarebbe l'opportunità perfetta per farli evadere, così Ghiro impianta in tutti i lati dell'esterno del tribunale delle telecamere, in modo da controllare la situazione. Sul camion bruciato, il Tenente Serra e il Capitano Ghirelli trovano delle impronte che corrispondono a quelle del fratello di uno scagnozzo del Lupo, che viene arrestato. L'uomo rivela che a Mario serviva il loro aiuto solo per prestare i camion ed entrare ogni giorno in tribunale senza dare nell'occhio e controllando il luogo. Stinco riesce nel suo ancora non chiaro intento "impossibile" e Mario se ne va travestito. Gerry e Ninni stanno venendo trasferiti e, filmati dalle telecamere, i due si sorridono: sanno del piano. Mentre Bart cerca di rassicurare Eleonora sulla protezione di Giordana, i R.I.S. si dirigono in tribunale, dove è scattato l'allarme antincendio e tutti stanno fuggendo. I poliziotti riportano in cella Gerry e Ninni. Mentre all'esterno del tribunale, una violenta sparatoria fra Milo-Ghiro e l'altro fratello porta all'arresto di quest'ultimo. Lucia, Orlando, Bart e qualche altro agente sono arrivati alla cella dei due criminali, che si accucciano negli angoli ridendo. Lucia capisce: è una bomba. Ma è troppo tardi: l'ordigno esplode nel bel mezzo della cella e la Brancato rimbalza indietro sbattendo violentemente la testa. Mentre Lucia sviene fra le grida disperate di Orlando, Gerry e Ninni fuggono dalla prigione.
- Altri interpreti: Francesco La Mantia (Patrizio Micci), Rinat Khismatouline (Jacek Sina).
- Ascolti Italia: telespettatori 4.380.000 - share 16,82%[2]

## Più spietato che mai
- Diretto da: Francesco Miccichè
- Scritto da:

### Trama
Zanchi e Gerry Pugliese sono scappati dalla prigione, mentre il Capitano Lucia Brancato, ferita dalle schegge della bomba, viene frettolosamente fasciata al braccio e torna operativa. La Banda del Lupo è ormai nuovamente latitante. Mentre Lucia, Bart e Orlando si occupano di scoprire come la Banda abbia fatto a entrare in tribunale senza essere vista, Daniele, Bianca ed Emiliano si occupano della morte di un pianista, il maestro Raffaelli, ucciso nel suo studio mentre stava suonando. L'uomo è stato ucciso da un corpo contundente, assassinato forse con una delle sue statuine raffiguranti le teste di famosi compositori. Messi alla ricerca di quale statuina sia servita a uccidere la povera vittima, Ghiro, Bianca e Milo scovano dei segni particolari in quella di Bach. Ghiro, inoltre, prende alcuni cd fatti dalla vittima e nota delle diversità da quelli iniziali agli ultimi. Intanto, Lucia e Orlando decidono di controllare la lista di persone al Tribunale che ha denunciato la perdita del proprio badge per entrare senza problemi nel luogo della giustizia. Hanno, infatti, riconosciuto dalle telecamere il travestito Mario Pugliese e, dopo aver controllato il Tribunale e aver ispezionato ogni possibile via d'uscita, sono venuti a capo del fatto che, sicuramente, il Lupo deve essere entrato come tutti gli altri, mischiandosi fra la folla e uscendo con loro allo squillo dell'allarme antincendio. Ben presto, Bart porta i risultati, e l'uomo che più recentemente ha denunciato la scomparsa del passepartout del Tribunale è l'ex avvocato di Roberto Stincone, Guidi, già sulla lista dei sospettati. Sospettano, così, che Guidi possa essere lo stesso che ha avvisato Mario sia del trasferimento di Stinco, sia della presenza in Tribunale di Ninni e Gerry. Nel frattempo, continuano le indagini sull'omicidio del maestro Raffaelli, le cui indagini, adesso, puntano sulla vita della vittima. Partono dal suo discografico, che sembra innocente e che fornisce un'importante informazione ai tre investigatori: la vittima non aveva bei rapporti con suo figlio, siccome ai due piacevano due tipi di musica diversa. Con la morte del padre, il ragazzo avrebbe potuto arricchirsi. All'interrogatorio, però, il ragazzo ammette di non aver avuto bei rapporti col padre, quando egli era ancora in vita, ma di certo non l'ha ucciso lui. Intanto, Carnacina riferisce a Ghiro che il pianista aveva una malattia neurodegenerativa alle mani da due anni, che casualmente coincide con la data in cui la sua allieva (che ha trovato il corpo) l'ha conosciuto. Così, assieme a Bianca e Milo, Ghiro arriva a scoprire l'assassina, che viene subito messa sotto l'interrogatorio. Nel contempo, la Banda ritorna a colpire, facendo una strage in un night club. Qui, in tentativo di difesa, un uomo tenta di colpire alle spalle il Lupo con un'asta ustionante, il cui tocco, però, non produce dolore a Mario, come se fosse invincibile. Quando una donna cerca di reagire, il Lupo ordina a Ninni, il Maiale, di seguirlo, mentre Gerry e Stinco tengono sotto tiro gli altri. I due criminali, assieme alla donna, entrano in una stanza isolata, accerchiata dalle telecamere, dove il capo ordina all'alleato di uccidere la signora. Zanchi si è pentito, e il Lupo lo uccide con un colpo di pistola. Successivamente, viene allo scoperto un uomo robusto, che si presenta come Vincenzo detto Cenzone, che si offre di uccidere la donna al posto di Ninni. Dopo aver ricevuto la proposta di diventare il nuovo Maiale della Banda, Cenzone preme il grilletto. Tutto questo viene ripreso dalle telecamere, seguendo il modus operandi della Banda. Infine, l'allieva ammette di aver ucciso lei il pianista, che l'aveva insultata violentemente. Infatti, la vittima aveva scoperto di avere una malattia alle dita, e non riusciva più a suonare correttamente. Così, assunse quella che le sembrava la persona esatta, che però ha violentemente accusato di non saper suonare. Per questo, in un attimo di rabbia, l'assassina si è armata della statuina di Mozart e ha colpito il suo maestro, a cui schiaccia le dita col pianoforte. Dopo la conclusione delle indagini, Daniele rivela a Lucia di essere rimasto sconvolto dalla fuga di Stinco, e sa che se continuerà le indagini sulla Banda, ci sarà fra loro il faccia a faccia, in cui uno dei due sarà costretto a sparare. Così, chiede al Capitano Brancato di esonerarlo dalle indagini. Successivamente, Lucia si reca a casa sua assieme a Orlando, e rimangono sconvolti da cosa si ritrovano davanti: la casa distrutta, nello stesso stile della Banda del Lupo, e sulla finestra una scritta fatta col sangue che recita la frase: «Io non dimentico». Capiscono, così, quale sia il nuovo obiettivo dei criminali, ossia i R.I.S. stessi, che cercheranno di colpirli nella parte a loro più cara: la vita privata. Lucia avverte, così, Ghiro, appena arrivato alla sua casa in spiaggia, appena prima che lui senta le grida disperate della sua amata Selvaggia che sta per essere violentata. Capisce che la Banda è a casa e corre verso la porta, dove estrae la pistola.
- Altri interpreti: Sascha Zacharias (allieva di Raffaelli), Ughetta d'Onorascenzo (Luana), Marco Zannoni (discografico di Raffaelli), Emanuele Barresi (maestro Raffaelli), Federico Tolardo (figlio di Raffaelli).
- Ascolti Italia: telespettatori 4.380.000 - share 16,82%[2]

## Ciak si muore
- Diretto da: Francesco Miccichè
- Scritto da:

### Trama
Il Capitano Daniele Ghirelli è disperato: appena dopo esser venuto a conoscenza che la spietata Banda del Lupo ha distrutto la casa del Capitano Lucia Brancato e del suo collega e compagno Orlando Serra, l'investigatore arriva, col motorino, nella sua casa in spiaggia, dove si allarma quando sente le grida disperate della sua fidanzata Selvaggia, che, come capisce, sta venendo violentata da Tigre, Gerry Pugliese. Ghiro, nel tentativo di salvare Selvaggia, dà vita a una sparatoria, in cui si trova a fronteggiare l'intera Banda del Lupo. All'arrivo di Lucia e Orlando, però, la Banda, senza troppe difficoltà, fugge velocemente, mentre Selvaggia è terrorizzata per l'esperienza appena vissuta. Giordana Ravelli, a conoscenza della fuga carceraria dei suoi ex alleati, supplica la sua avvocatessa Anita Cescon di più protezione. La ragazza chiede, così, a Lucia di essere trasferita in un centro di massima sicurezza, con la paura che il Lupo possa ucciderla. La domanda però non verrà accolta, e la pressione, non solo di Giordana, ma anche della sorella Eleonora, cresce sempre di più. Ghiro, Bianca e Bart sono chiamati a indagare sulla morte di un attore, mentre stava proprio girando un film a Cinecittà. In quel momento, nel film, lui sarebbe dovuto morire, ma la pallottola gli si è infilata nel petto veramente. Intanto, Ghiro deve affrontare lo shock traumatico che è venuto a Selvaggia, ricoverata in ospedale per sicurezza. Infatti, quando viene dimessa, non accetta di essere accompagnata a casa da Daniele, che ha paura che la loro relazione possa terminare. Milo deve fare i conti con la fidanzata Giada, da cui si sta separando. Nel frattempo, Lucia e Orlando sono sempre più distanti per via della fuga della Banda del Lupo, che adesso ha acquistato un nuovo membro, Vincenzo "Cenzone", ma ne ha anche perso uno, Giovanni Ninni Zanchi. Le indagini dell'attore assassinato proseguono, e i tre investigatori decidono di seguire la traiettoria eseguita dal proiettile, scoprendo così che la vera vittima non era lui, bensì l'altro attore con cui stava girando la scena, che si allarma. Lucia, intanto, decide di fare qualcosa di utile per procedere nella cattura della Banda del Lupo, quindi contatta un suo ex professore, Stefano Greco, noto criminologo, a cui chiede aiuto per creare il nuovo profilo psicologico del Lupo, siccome ha appena terminato un libro su di lui. Il professore, però, a causa del suo misterioso passato, rifiuta la proposta d'aiuto della sua ex allieva, che ritorna al R.I.S. per cercare qualche indizio che possa portarli dalla Banda, nel cui mirino, adesso, ci sono proprio gli investigatori. Nel frattempo, torna a farsi vedere una persona già nota nei laboratori del R.I.S. di Roma: il giornalista Luigi Terracciano, che aveva creato scompiglio nelle indagini dei R.I.S., a cui, successivamente, era servito da esca per poter liberare la sorella di Giordana. Luigi mette in rete il video del Lupo che, sicuro del fatto che ormai tutti lo stimano, in mezzo a una numerosa folla di persone, si è tolto la maschera. Si scopre il motivo del rifiuto di Stefano Greco: cinque anni prima, durante un'indagine, aveva, tramite un profilo psicologico fatto da lui, dato vita all'arresto di un uomo che, quando fu rilasciato, per vendetta, aveva sparato alla testa sua moglie, uccidendola. Da quel momento, il prof. Greco ha finito di fare l'investigatore per la paura che, la prossima volta, la morte possa essere diretta alla cosa a cui tiene di più al mondo: sua figlia Lara. Proprio quest'ultima, quindicenne, però, gli fa capire che deve collaborare con Lucia e gli altri. L'assassino dell'attore si scopre essere una sua ex fidanzata, Eva Pellegrini, attrice anche lei, solo di un'altra opera, girata ugualmente a Cinecittà. Voleva la morte dell'attore, ancora vivo, per il fatto che le aveva fatto perdere la carriera, diffamandola. La donna viene ben presto arrestata. Lucia è contenta del fatto che Stefano abbia accettato la collaborazione con i R.I.S., anche loro felici del fatto che si possono avvicinare alla cattura della Banda del Lupo, ormai stimata da tutti. Tutti felici tranne il geloso Orlando Serra, momentaneamente in crisi con Lucia per la fuga della Banda, che ha reso nervosa la compagna. Il Tenente Serra pensa che Lucia non lo consideri all'altezza di Stefano, siccome anche lui è un abile profiler. Lucia è innervosita dalla reazione gelosa di Orlando, altro ostacolo della loro relazione. Infine, la Banda del Lupo entra nell'ufficio dell’avvocato Guidi che viene rapito davanti agli occhi terrorizzati dell'avvocatessa di Giordana che rimane ferita.
- Altri interpreti: Stefania Palmisano (Eva Pellegrini), Gerolamo Alchieri (Dario Palmieri).
- Ascolti Italia: telespettatori 4.210.000 - share 16,34%[3]

## Clandestino a bordo
- Diretto da: Francesco Miccichè
- Scritto da:

### Trama
La Banda sequestra l'avvocato Guidi, ex avvocato di Roberto Stincone detto Stinco, e la cui assistente è ora la legale di Giordana Ravelli, la giovane Anita Cescon. Lei è terrorizzata, crede che Pugliese possa prendersela con lei adesso. Intanto i RIS cominciano a pensare che forse la talpa di Mario sia lo stesso Guidi, e che abbia inscenato il rapimento. Ghiro è distrutto perché Selvaggia lo sta lasciando, e si occupa dell'omicidio di un uomo trovato all'interno di un'auto in vendita in una concessionaria. Presto Guidi viene ucciso, e Lucia non sa più chi possa essere l'infiltrato. Anita va da Giordana dandole una polverina da ingerire per fingere di star male e per essere così trasferita, suo desiderio per la paura che la banda l'avrebbe trovato e si sarebbe vendicata. Quando la Brancato, Orlando e il resto del reparto capiscono che è proprio la Cescon la talpa, è troppo tardi. La polverina era veleno, e Giordana è morta, mentre Anita fugge con Mario sulla sua moto. Lei e il Lupo sono amanti.
- Altri interpreti: Giovanni Calcagno (Germoni).
- Ascolti Italia: telespettatori 4.210.000 - share 16,34%[3]

## Il caso Sasso
- Diretto da: Francesco Miccichè
- Scritto da:

### Trama
Anita Cescon è l'amante di Mario e fa parte della Banda sotto la maschera di Pavone. I RIS sono sconcertati, mentre il tenente Fabrizio Sasso uccide uno spacciatore di notte, Stefano Miglio. L'unica presente era la donna di Sasso, Sara, che però ha sentito un solo sparo, il suo, e la pistola della "vittima" non c'è. Sasso è accusato. Ghirelli e Serra tentano di scagionare l'amico, con l'aiuto di un altro agente, Beatrice Melandri, facente parte di un'altra squadra, che mostra del sentimento per Daniele, mentre Selvaggia è a Barcellona. Terracciano, il giornalista, viene messo sotto scorta durante una cena. Del suo reparto Lucia manda Emiliano, ma al locale Terracciano viene ucciso dalla Banda, ma come è potuto accadere? Alla fine, Sasso viene scagionato e lascia la sua ragazza.
- Altri interpreti: Jacopo Bonvicini (Corradi), Rodolfo Castagna (scorta di Terracciano), Francesco Maiorca (tenente Rebesco), Emanuela Postacchini (Sara), Davide Rossi (Walter Duranti).
- Ascolti Italia: telespettatori 4.216.000 - share 16,50%[4]

## Un pesce di nome Palla
- Diretto da: Francesco Miccichè
- Scritto da:

### Trama
Qualcuno della scorta di Terracciano ha tradito. Viene sospettato anche Emiliano, ma subito si scopre che un altro fa degli strani movimenti. Si scopre così che il capo della scorta, il tenente Antonio Rebesco, parlò di dove sarebbe andato il giornalista quella sera a due suoi amici del suo stesso circolo di gioco. Uno di questi, Leandro Ruta, ha aiutato la Banda e ora chiede dei soldi per poter fuggire. Il Lupo rischia quando gli fa avere un sacco con della carta stropicciata anziché i 50.000 euro pattuiti. Il Lupo si vendica poco dopo, e lo uccide. Intanto Ghiro e Serra indagano sul caso di uno chef morto ammazzato. Bettelli prima di morire aveva mangiato un pesce palla, tipica ricetta orientale. Lucia e Greco, che nel frattempo ha accettato di far parte della squadra dei RIS, sospettano che la Banda voglia fare un colpo grosso. Mario, infatti, è deciso a rapinare una banca. Bart, che è stato lasciato da Eleonora perché non ha protetto la sorella, ed Emiliano scoprono il covo della banda a Rocca di Papa e vi vanno. Purtroppo, il Lupo e i suoi rientrano troppo presto. Milo, Dossena e altri due agenti della territoriale sono pochi. Bart viene beccato dal Lupo nella camera segreta della villa e il criminale gli spara alla nuca prima di scappare.
- Altri interpreti: Eleonora Timpani (Rosanna Aversa), Pino Calabrese (Mario Esposito), Tullio Sorrentino (Riccardo Maltesi), Jacopo Bonvicini (Corradi), Rodolfo Castagna (Di Donato), Francesco Maiorca (tenente Antonio Rebesco), Paco Reconti (Leandro Ruta), Giulio Cristini (Fabrizio Cervi).
- Ascolti Italia: telespettatori 4.216.000 - share 16,50%[4]

## In assenza di cadavere
- Diretto da: Francesco Miccichè
- Scritto da:

### Trama
Bart viene portato d'urgenza in ospedale, viene operato e finisce in coma farmacologico. I RIS capiscono che la Banda vuole fare un colpo grosso. La Cescon li ha aiutati a entrare nei codici di un'agenzia di banche. Lucia scopre che Riccardo Vanni, il nuovo fidanzato di Rosanna, la ragazza che è sotto la sua tutela da tre anni, è uno spacciatore. Ghiro si occupa della scomparsa di una ragazza di diciassette anni, Marina Battaglia, ma ha anche altri problemi: ha ancora una storia con Beatrice, ma ama solo Selvaggia e suo padre, un uomo egoista che lo abbandonò, è tornato nella sua vita. La Banda deve rapinare una banca, ma i RIS li fermano, pur lasciandoseli scappare tutti. Intanto Orlando è geloso di Greco.
- Altri interpreti: Sara Mollaioli (Cecilia), Giuseppe Tantillo (Riccardo Vanni), Eleonora Timpani (Rosanna Aversa), Ughetta d'Onorascenzo (Luana), Pierfrancesco Poggi (Valerio Battaglia), Hermes De Maio (Luca Del Vecchio).
- Ascolti Italia: telespettatori 3.919.000 - share 14,78%[5]

## Il proclama
- Diretto da: Francesco Miccichè
- Scritto da:

### Trama
Attraverso una videocamera, Lucia e Greco si accorgono che il Lupo ha dei problemi fisici, e secondo Carnacina è un ascesso cerebrale dovuto alla fuga del Lupo dall'ospedale prima della fine della terapia, intanto i due finiscono per fare sesso insieme a casa di Greco, dopo un bicchiere di vino. Così, senza delle serie cure, Mario Pugliese potrebbe anche morire. Orlando Serra e la Proietti indagano su un caso d'omicidio: un barbone ucciso in una cabina telefonica mentre tentava di chiamare i Carabinieri. Milo, seguendo il suo stesso intuito, capisce qual è il covo della Banda del Lupo. Però, loro lo hanno già abbandonato. Viene trovata uccisa una persona accanto all'ex covo di Pugliese e i suoi; così Lucia viene a scoprire che il vivaista produceva anche documenti falsi. Emiliano fa delle indagini e viene a sapere che l'uomo aveva fornito nuove identità e dei biglietti per Dubai alla Banda. All'aeroporto, però, non c'è nemmeno traccia di Mario. Greco va a fare un'intervista in TV, ma la Banda lo raggiunge. Hanno fatto una mossa che i RIS non potevano aspettarsi. Minacciano di ammazzare il professore. Lucia è nel panico, e Lupo fa spegnere le telecamere a Stinco proprio quando avrebbe dovuto sparare a Stefano, lasciando in dubbio il suo destino.
- Altri interpreti: Ughetta d'Onorascenzo (Luana), Paolo Bernardini.
- Ascolti Italia: telespettatori 3.919.000 - share 14,78%[5]

## I palazzi del potere
- Diretto da: Francesco Miccichè
- Scritto da:

### Trama
Greco è salvo, la Banda lo ha lasciato vivere. Pugliese ruba un'auto blu, ma quando scopre che all'interno c'è un bambino, è costretto a fermarsi e a fuggire in moto con Stinco. Lucia e Milo li inseguono ma non li riescono a prendere. Intanto una donna trova un dito in un barattolo di caffè. Carnacina informa Ghiro che la persona uccisa è un uomo, e il dito è stato tagliato dopo l'omicidio di questo. Lucia scopre che il covo della Banda è vicino al mare. Intanto Mario e i suoi si imbucano a una festa di un politico corrotto, Franco D'Angelo. Dopo aver ordinato a tutti gli invitati di spogliarsi, obbliga il cameriere a uccidere il politico.
- Altri interpreti: Eleonora Timpani (Rosanna Aversa), Ughetta d'Onorascenzo (Luana), Stefano Molinari (on. Franco D'Angelo), Santo Bellina (Belli), Rocco Di Gregorio (Vinicio Torre), Dafne Cassetta (Sabrina Sparano), Angelo Iannelli (operaio interrogato da Orlando Serra).

## Tatuaggio mortale
- Diretto da: Francesco Miccichè
- Scritto da:

### Trama
Lucia e i RIS scoprono che Luana, madre del bambino di Cenzone, uomo di Mario Pugliese, ha ancora contatti con lui: i due infatti sono fidanzati e si incontrano, a volte anche in presenza del loro bambino. La Brancato così tende una trappola a Cenzone nella speranza che lui la conduca nel covo della Banda. Luana è complice, ma l'operazione fallisce. Qualcuno ha avvertito Mario che Cenzone si incontra sempre con la sua donna nonostante gli sia stato proibito, e la stessa talpa ha informato il Lupo che Luana è dalla parte dei carabinieri e della squadra del reparto investigativo scientifico. Questa persona è Stefano Greco, poiché Mario gli ha rapito la figlia e dunque il professore è obbligato a tradire Lucia, che è diventata la sua compagna, e tutti gli altri. Intanto Ghiro si occupa dell'omicidio di un uomo che faceva tatuaggi. Con l'aiuto della sua nuova fiamma Beatrice, Daniele tenta di capirci qualcosa del delitto. Infatti sembra che ogni tatuaggio abbia un significato. Ghiro lascia, alla fine, Beatrice.
- Altri interpreti: Ughetta d'Onorascenzo (Luana), Pierpaolo Lovino (Stefano Miti), Luca Pignagnoli (Federico), Sara Armentano, Amandio Pinheiro (José Salgado).

## Biglietto sola andata
- Diretto da: Francesco Miccichè
- Scritto da:

### Trama
Ghirelli è su una nave da crociera diretta a Barcellona. Infatti si è preso qualche giorno di pausa dal RIS e vuole andare dalla sua ex fidanzata Selvaggia per riconquistarla. Però, un professore universitario, anche lui a bordo della nave, viene trovato morto, e sembra proprio che si tratti di omicidio. Intanto Lucia è sempre più pronta ad arrestare la Banda, e informa Abrami, il generale, ma lui non è molto sicuro di lasciarle ancora l'incarico. Nel frattempo Stefano Greco è ancora vittima del Lupo, che gli ha rapito la figlia, Lara, e per questo è costretto a stare agli ordini del criminale e tradire la fiducia della donna che ama, Lucia.
- Altri interpreti: Giuseppe Tantillo (Riccardo Vanni), Marianna Di Martino (commissario Paola Lofrate), Antonella Fattori (assassina del professore), Gaia Insenga (passeggera), Greta Bellusci (passeggera).

## L'ultima confessione
- Diretto da: Francesco Miccichè
- Scritto da:

### Trama
Mentre i RIS si occupano del caso di un prete trovato morto nella sua parrocchia, la Banda fa una rapina ma lascia inspiegabilmente il bottino, e così si comincia a intuire tra i carabinieri che ci sia una talpa all'interno del reparto. Nel frattempo il caso del prete inizia a portare a galla verità amare. E se il prete fosse stato un pedofilo, e fosse stato ucciso dai genitori di un bambino che ha subito abusi da lui e che frequentava la sua parrocchia? Greco deve ancora fare i conti con Mario Pugliese che lo tiene sotto scacco, e Lucia ha problemi con Rosanna, l'adolescente che ha in affido, perché il suo nuovo ragazzo è uno spacciatore di droga nel quartiere e anche un maleducato nei confronti della Brancato che ci va a parlare. Il giovane, a causa di un'informazione di Greco, viene ucciso, e Lucia va a casa sua per parlargli dopo che ha picchiato Rosanna, ma lo trova morto, e ora si potrebbe dare la colpa dell'assassinio solo a lei. Il Lupo ha fatto centro ancora una volta.
- Altri interpreti: Camilla Semino Favro (Isabella Masci).

## Il riscatto del capitano
- Diretto da: Francesco Miccichè
- Scritto da:

### Trama
Lucia Brancato è stata accusata dell'omicidio di Riccardo Vanni, ex fidanzato della sua figlioccia. Ghirelli e la sua squadra dovranno fare il possibile per farla scagionare, ma, volente o nolente, tutti sono contro di loro, anche Beatrice, con cui Daniele ha avuto un flirt. Per fortuna, alla fine, tutto si risolve, e si capisce che era solo una trappola, l'ennesima. Nel frattempo Orlando informa Lucia che c'è qualcosa che non va in Greco: il carabiniere ha capito che lui potrebbe essere la talpa. Così Lucia, insospettita, dopo una notte di passione guarda il suo telefonino e lo scopre, e Stefano, che la sorprende, rivela tutto.
- Altri interpreti: Camilla Semino Favro (Isabella Masci).

## Salvate Lara
- Diretto da: Francesco Miccichè
- Scritto da:

### Trama
Una donna viene trovata morta sulle rive del fiume Tevere, e i RIS indagano. Intanto, tutti vogliono salvare Lara, che è prigioniera della Banda, ma che è attratta dalla gentilezza di Gerry. La ragazza verrà presto liberata (dopo un tentativo mal riuscito), ma la Banda riesce a scappare. In un finale mozzafiato di questa puntata, Stefano Greco sarà l'ennesima vittima di Lupo, e verrà ucciso a coltellate, per la disperazione di Lucia.
- Altri interpreti: Cosma Brussani (Mirco), Federica Flavoni (dottoressa Freni), Filippo Gili (dottor Adami).

## Identità segreta
- Diretto da: Francesco Miccichè
- Scritto da:

### Trama
I RIS indagano su un uomo trovato morto nella piscina della sua villa, ma sembra che la moglie non sappia nulla di questa villa. Presto si scoprirà che la vittima era un agente dei servizi segreti. Lara dice ai RIS che Gerry, suo carceriere, vorrebbe andarsene dalla Banda, perché lui non è violento come il fratello. Perciò, Lucia gli manda un messaggio per fargli capire che può fidarsi. Il codice viene detto inconsapevolmente da una giornalista nella sua trasmissione TV, e Gerry capisce, ed è pronto ad aiutare i carabinieri. Nel frattempo Lucia comincia a interessarsi di nuovo a Orlando, scoprendo di averlo sempre amato, Milo e Bianca si amano e vivono la loro storia alla luce del sole finalmente, Bart continua a frequentare la ragazza cieca e prossima a diventare suora solo come amici, e Ghiro e Selvaggia s'amano come non mai, in più c'è Tommaso, padre di Daniele, ad allietare e distrarre a volte le loro giornate.
- Altri interpreti: Giampiero Mancini (Donato Dominici), Lavinia Biagi (vedova Scotto).

## L'ho scritto io
- Diretto da: Francesco Miccichè
- Scritto da:

### Trama
Sembra che Gerry voglia aiutare i R.I.S, ma Cenzone sta per scoprirlo, e quindi non può fare molto. Dopo una rapina in cui la Banda prende attrezzature elettroniche, Lucia intuisce che stanno preparando un grande colpo, lo stesso, forse, scritto da Greco nel suo diario, di cui Pugliese gli aveva parlato. Nel frattempo qualcuno uccide nello stesso modo che in un romanzo giallo. Sarà lo scrittore dei libri Saverio a far riavvicinare Ghiro e Selvaggia dopo una litigata. Le condizioni del Lupo si aggravano, causa la sua malattia, e Anita lo porta a curarsi con l'aiuto di un suo amico medico, ma durante uno scontro a fuoco coi R.I.S, che hanno capito tutto, e in cui Gerry dovrebbe aiutarli, l'uomo gli spara contro invece, per salvare il fratello maggiore, ma viene colpito a morte da Lucia e la Banda scappa via, mentre Mario piange e giura vendetta.
- Altri interpreti: Camilla Semino Favro (Isabella Masci), Antonio Zavatteri (Saverio), Giancarlo Previati (Carlo), Daniele Monterosi (Silvio Barra).

## Il morso dello scorpione
- Diretto da: Francesco Miccichè
- Scritto da:

### Trama
Il team si trova di fronte a un assassino che ricorre sempre allo stesso spaventoso modus operandi per uccidere giovani donne ignare: le rapisce fingendo di essere un tassista, le inietta con una siringa, le mette dentro un sacco trasparente e vi pone sopra uno scorpione, il quale le ucciderà se tentano di muoversi. Lucia, nel frattempo, riesce a scoprire in quale ospedale si sta curando il Lupo, ma mentre sta per sparargli, Gerry si intromette e finisce per perdere la vita. Mario però sembra non voler vendicare il fratello e si concentra solo sulla rapina. La Banda riesce a far comprendere ai RIS dove si trova il loro yacht, ma si rivela essere solo l'ennesima trappola poiché l'imbarcazione esplode; fortunatamente, i carabinieri se ne erano accorti in anticipo.
- Altri interpreti: Fabio Camilli (Andrea Merisi), Rosaria Russo (Debora Vinci), Valentina Pastore (Valeria Santacroce).

## Topi da laboratorio
- Diretto da: Francesco Miccichè
- Scritto da:

### Trama
L'assassino viene arrestato e la sua ultima vittima viene salvata prima che lo scorpione la punga, dopo aver quasi ucciso Milo, che riceve la brutta notizia da Abrami di dover troncare la sua relazione con Bianca, o dovrà trasferirsi. Lucia cerca di far capire a Orlando che lo ama. 
Mario ammazza un sosia di Stinco e fa sì che il suo uomo prenda la sua identità. La Banda preleva cinque fiale di antrace, e i RIS sono molto preoccupati.
- Altri interpreti: Camilla Semino Favro (Isabella Masci), Fabio Camilli (Andrea Merisi), Veronica Gentili (Antonella Merasani), Dalila Cozzolino (Milena Merisi).

## Arma nel mirino
- Diretto da: Francesco Miccichè
- Scritto da:

### Trama
Ghiro si occupa del caso di un noto pugile morto sul ring, il cui padre Romeo Accoliti è amico di suo padre, che tra l'altro sta per morire di tumore. La Banda ha un piano: con l'aiuto di Stinco, travestito dal suo sosia, e con la carta d'accesso di una donna, entrano nella festa di un'ambasciata, e fanno una strage, portando con sé i gioielli. I RIS sono arrivati di nuovo troppo tardi, ma per fortuna non nella cerimonia per promuovere i carabinieri. Lì Pugliese ha messo quattro fialette dell'antrace, ma la Brancato e Serra li salvano tutti.
- Altri interpreti: Vincenzo Cantatore (Ciro Immobile), Alessandro Prete (Macchi), Camilla Semino Favro (Isabella Masci), Massimo Bonetti (Romeo Accoliti).

## Fino alla fine
- Diretto da: Francesco Miccichè
- Scritto da:

### Trama
Mario uccide Cenzone perché non serve più. Il Lupo vuole solo vendicarsi della morte del fratello. Il piano di Mario è solo la vendetta, e Cenzone non avrebbe mai permesso di fargli lasciare i gioielli rubati nelle mani dei RIS fingendo di essere morti tutti. Lucia capisce il gioco. La Banda (ridotta ora a soli tre membri) riesce comunque a fare ciò che voleva. Mentre all'interno del R.I.S. tutto è blindato a causa dell'antrace che hanno trovato sui gioielli lasciati dal Lupo, Pugliese, Stinco e la Cescon ingannano dei carabinieri, li uccidono e riescono a entrare al reparto dei RIS e qui inizia una tremenda battaglia. La prima che sta per morire è Bianca, ma viene salvata da Emiliano; anche gli altri rischiano, ma Ghiro uccide Roberto Stincone prima che lui spari a Bart. Orlando spara ad Anita Cescon che muore, con sopra di sé Mario, che è stato ferito da Lucia. Il Lupo non è morto e viene subito arrestato e trasportato in ospedale; finisce così l'ascesa della Banda del Lupo. Lucia chiede a Orlando di sposarla, e lui accetta. Il padre di Ghiro, non sapendo che il figlio sa della sua malattia, decide di partire, mentre tra Daniele e Selvaggia è tutto rose e fiori. Abrami nomina Milo tenente e gli dice che potrà continuare la sua storia d'amore con Bianca. Bart decide che vuole trasferirsi per andare ad aiutare, come carabiniere, le persone in un Paese dove c'è la guerra, e prima di partire porta tutti a un parco divertimenti. La serie finisce con Isabella, l'amica non vedente di Dossena, che lo lascia andare. Daniele e Lucia si accorgono che il carabiniere si sta allontanando e lo guardano andare via: Bart ha finito la sua missione al RIS.
- Altri interpreti: Camilla Semino Favro (Isabella Masci).
- Ascolti Italia: telespettatori 4.669.000 - share 20,02